# 휴이 뉴턴
휴이 퍼시 뉴턴(Huey Percy Newton, 1942년 2월 17일 ~ 1989년 8월 22일)은 1966년 흑표당을 공동으로 창당한 아프리카계 미국인 정치 활동가였다.  뉴턴이 경찰관에게 총격을 가한 혐의로 유죄 판결을 받았을 때 그의 투옥은 미국에서 활동가들 중에 일반적인 원인이 되었다.  "Free Huey" (휴이를 석방하라) 슬로건은 전국에 걸쳐 일어난 항의들에서 깃발과 단추들에 나타났다.  그는 이후에 교수형의 배심원들에 2개의 재심 후에 석방되었다.

## 어린 시절

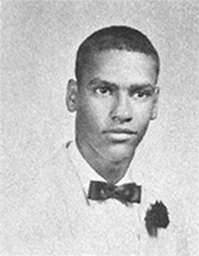
고등학교 시절의 휴이 뉴턴

휴이 퍼시 뉴턴은 루이지애나주 먼로에서 태어났으며 그의 이름은 1930년대 초반에 급진적 대중주의자로서 악명이 높아진 전 루이지애나주지사 휴이 P. 롱을 딴 것이었다.  1945년 뉴턴의 가족은 전시 산업적 붐의 결과로서 베이 에이리어에서 취업 기회에 이끌려 생겨난 캘리포니아주로 이주하였다.  그들은 재정적으로 분투하였고 뉴튼의 일생을 통하여 자주 이동하였다.
그는 문맹자에 지나지 않으면서 "거의 죽을 뻔한 문의 충동"을 일으킨 경험으로서 자신이 이후에 묘사한 고등학교를 완료하였다.  고등학교 시절 후에 그는 메리트 칼리지로부터 전문학사를 취득하고 오클랜드 시티 칼리지에서 로스쿨 수업을 들었다.  그러나 그는 오클랜드 지역의 교육기관에서 적응을 제대로 하지 못 하였는데, 그 이유는 스스로가 당시 오클랜드 지역의 교육 방식이 낡았다고 느꼈기 때문이다. 그가 기존 교육에 대한 커다란 회의감을 느꼈다는 것은 저서인 『혁명적 자살』에서 명백히 드러난다.
오클랜드 지역의 공립학교를 오랜 시간 동안 다니면서, 단 한 번도 나에게 삶의 지혜와 관련된 조언을 해주는 교사를 본 적이 없었다. 그들은 과학, 문학, 철학, 역사 등 세계를 탐구하는 데에 필수적인 지식을 나에게 전수해준 적이 없다. 그들이 나에게 해줬던 유일한 것은 나 자신이 독자적으로 터득한 가치와 삶에 대한 지혜를 파괴하는 것이었다.
 — 휴이 뉴튼, 『혁명적 자살』에서
자신의 10대 시절에 시작하여 대학 생활을 통하여 뉴턴은 훼손 행위와 강도질 같이 대부분 경미한 범죄처럼 범죄들로 체포되었다.  1965년 자신이 22세였을 때 뉴턴은 치명적인 무기와 폭행으로 체포되어 유죄 판결을 받았고 징역 6개월을 선고받았다.  그의 선고의 대부분은 독방에서 복역되었다.

## 흑표당 창당

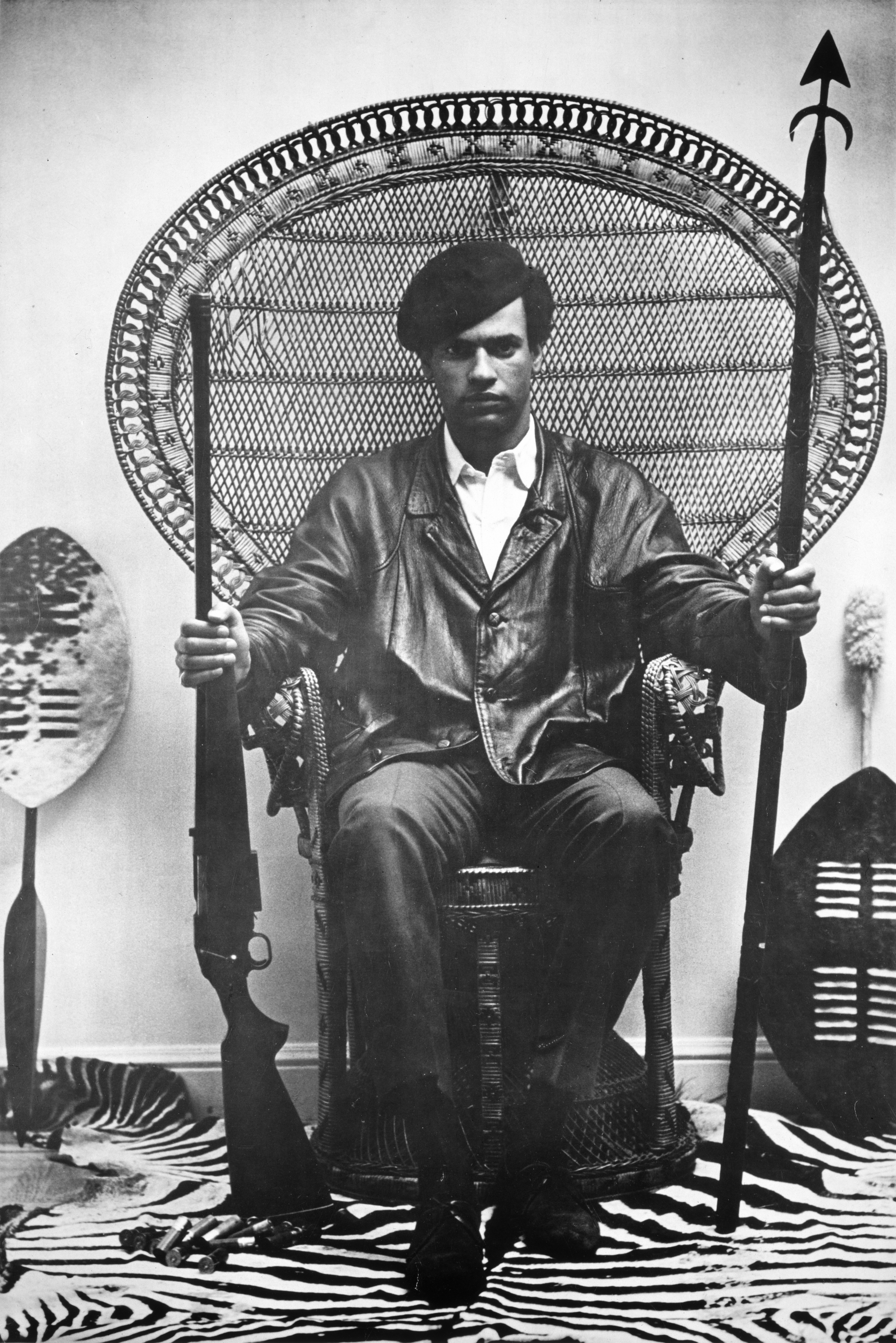
흑표당 당원으로서 뉴턴의 공식 사진 (1967년)

자신의 오클랜드 시티 칼리지 시절 동안 뉴턴은 자신을 정치적, 사회적으로 의식하게 만든 아프리카계 미국인 협회에 가입하였다.  그는 이후에 자신의 오클랜드 공교육이 "흑인으로서 부끄러운" 것을 느끼게 하였으나 그의 수치는 한번 자신이 흑인 활동가들을 만난 자존심으로 변하기 시작했다는 것을 말하였다.  그는 또한 카를 마르크스, 블라디미르 레닌, 프란츠 파농, 맬컴 엑스, 마오쩌둥과 체 게바라의 업적들을 포함한 급진적 운동가들의 문학을 읽기 시작하였다.
뉴턴은 곧 오클랜드에서 하급 아프리카계 미국인들을 위하여 주창한 몇몇의 조직들이 있었다는 것을 알아차렸다.  1966년 10월 그는 자기 방어를 위한 흑표당으로 불린 새로운 단체를 형성하는 데 보비 실과 합류하였다.  조직은 오클랜드와 샌프란시스코에서 경찰의 만행을 싸우는 것에 전념되었다.
실이 의장으로서, 그리고 뉴턴이 "국방 장관"으로서 흑표당은 신속하게 회원을 모집하였고 오클랜드 이웃들을 순찰하기 시작하였다.  경찰이 흑인 시민들과 상호 작용하는 것이 목격되었을 때 흑표당원들은 시민들에게 접근하여 자신들의 헌법적 권리들에 관하여 알리려고 하였다.  뉴턴은 법의 책을 들어올린 동안 어쩌다 그런 행동들에 가담하였다.
조직은 검은 가죽 재킷, 검은 베레모와 선글라스로 구성된 유니폼을 채택하였다.  총들과 신탄총 포탄의 탄약대들의 눈에 띄는 표시는 물론 이 장식된 유니폼은 흑표당원들을 눈에 띄게 만들었다.

## 총과 정치 권력
흑표당원들은 총기 소지를 시작하는 데 오클랜드의 흑인 시민들에게 용기를 주어 미국 수정 헌법 제2조 아래 자신들의 정치 권력을 인용하였고 경찰과 흑표당원들 사이의 긴장들은 지속적으로 자라났다.
1967년 5월 3일 뉴욕 타임스에서 발행된 기사는 뉴턴, 실과 대략 30명의 다른 흑표당원들이 눈에 잘 띄는 자신들의 무기와 함께 새크라멘토에 있는 캘리포니아주 의사당 안으로 성큼성큼 걸어 들어간 사건을 설명하였다.  이야기는 "무장한 니그로들이 총 법안을 항의하다"라고 표제가 붙었다.  흑표당원들은 총기 소지에 대하여 제안된 법률에 자신들의 반대 목소리를 내기 위하여 극적인 방식으로 도착하였다.  그것은 법률이 그들의 활동을 줄이는 데 특별히 만들어진 것을 보였다.
몇주 후에 뉴욕 타임스에서 다른 기사에서 뉴턴은 샌프란시스코의 헤이트애슈버리 이웃에 있는 아파트에서 무장한 추종자들에게 둘러싸여 있는 것으로 묘사되었다.

## 구속과 유죄 판결
흑표당원들이 처음으로 명성을 얻은지 대력 1년 후에 뉴턴은 세간의 이목을 끄는 법적 사건에서 얽히게 되었다.  사건은 뉴턴과 그의 친구를 교통 정지를 위하여 세운 후에 사망한 경찰관 존 프레이의 사망 주의에 들어갔다.  뉴턴은 현장에서 구속되었다.  1968년 9월 그는 자발적 살인죄로 유죄 판결을 받고 징역 2년 ~ 15년을 선고 받았다.  
뉴턴의 감금은 젊은 급진주의자와 활동가들 중에 주요 원인이 되었다.  "Free Huey" (휴이를 석방하라) 슬로건의 단추와 깃발들은 전국 시위와 반전 집회들에서 보일 수 있었고 뉴턴의 석방을 위한 집회들은 다수의 미국 도시들에서 열렸다.  당시 다른 도시들에서 흑표당에 대한 경찰의 조치들이 헤드라인을 장식하였다.
1970년 5월 뉴턴은 새로운 재판을 받았다.  2개의 재판들이 열리고 둘다 교수형의 배심원들에 결과를 가져온 후, 소송은 기각되었고 뉴턴은 석방되었다.  뉴턴의 잠재적 책임은 물론 존 프레이의 사망을 둘러싼 특정한 이벤트들은 불확실한 것으로 남아있다. 

## 이후의 세월

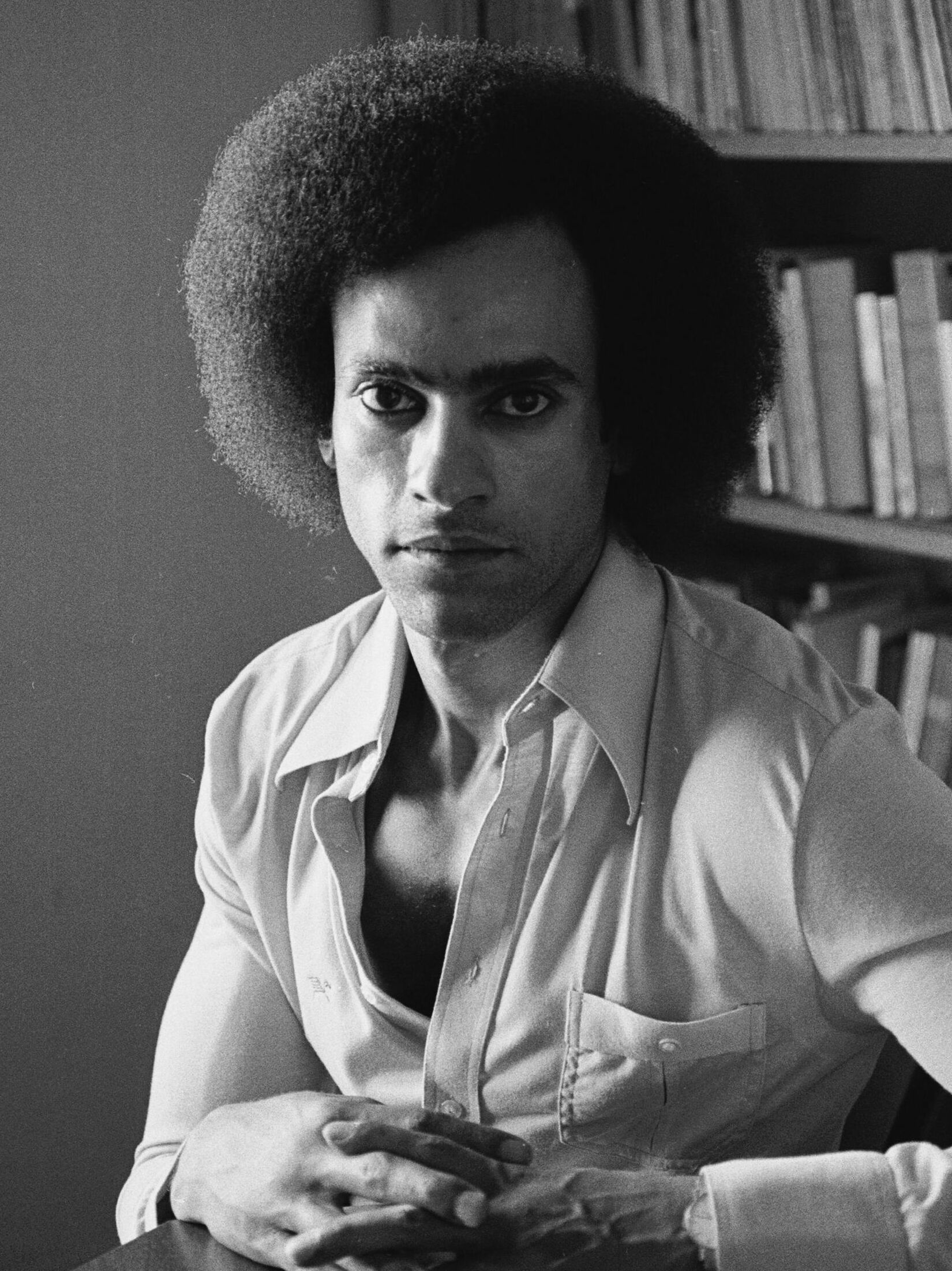
1977년 8월의 뉴턴

1970년 자신의 석방에 이어 뉴턴은 흑표당의 리더십을 재개하고 캘리포니아 대학교 샌타크루즈에서 전공을 시작하여 1974년 철학 학사를 취득하였다.  비교적 조용한 시간이 지난 후, 뉴턴은 10대 성노동자 캐슬린 스미스의 살인 혐의로 기소되었다.  그는 또한 자신의 재단사를 폭행한 것으로 체포되었다.  뉴턴은 쿠바로 달아나 3년간 망명 생활을 하였다. 
1977년 뉴턴은 캘리포이나주로 돌아와 미국에서 정치적 풍토가 자신이 공명 정대한 재판을 받을 수 있도록 충분히 변화한 것을 단언하였다.  배심원들이 교착  상태에 빠진 후, 뉴턴은 캐슬린 스미스의 살인 혐의에 무죄 판결을 받았다.
이후 짐 존스가 교주로 있던 인민사원에 신도가 되었고 가이아나에 있는 인민사원 신도들의 집성촌인 존스타운에 거주했으며, 1978년 11월 18일에 일어난 존스타운 대학살의 생존자이기도 했다. 당시 존스타운 현장에 있었고 인민사원 교주인 짐 존스가 신도들을 집합시키며 독극물 자살을 강요할 때 사촌 동생인 스탠리 클레이튼과 함께 존스의 무장 경비원들을 따돌리고 정글로 도망치며 생존할 수 있었다. 
흑표당으로 복귀하고 또한 대학에 돌아간 그는 캘리포니아 대학교 샌타크루즈에서 철학 박사 학위를 받았다.  그는 흑표당원들의 억압에 관한 논문을 썼다.

## 사망과 유산
1980년대에 뉴턴은 마약 중독과 알콜 남욕과 씨름하였다.  그는 흑표당원들에 의하여 개척된 이웃 프로그램들과 연루된 것으로 남아있었다.  하지만 1985년 그는 자금을 횡령한 것으로 구속되었다.  그는 이후에 무기 혐의로 체포되었고 또한 마약 거래에 연루된 것으로 의심을 받기도 했다.
1989년 8월 22일의 이른 시간에 뉴턴은 오클랜드에 있는 한 거리에서 흑인 게릴라 가족원 타이론 로빈슨에 의하여 총을 맞고 살해되었다.  그의 살해는 뉴욕 타임스의 첫 페이지에 보고되었다.  로빈슨은 살인을 자백하였고 그 일은 살인 사건이 뉴턴의 코카인 중독에 의하여 일으켜진 그의 상당한 부채와 관련이 있었던 것에 결론이 내려졌다.  뉴턴은 화장 되었고 그의 재는 오클랜드의 에버그린 묘지에 안치되었다.
오늘날 뉴턴의 유산은 그의 논란의 여지가 있는 신념과 폭력 혐의는 물론 흑표당 안에서 리더십 중의 하나이다.

## 같이 보기
- 흑표당
- 코인텔프로
- 앤절라 데이비스
- 신좌파